# Milý tati
Milý tati je český-slovenský krátký animovaný film režisérky Diany Cam Van Nguyen z roku 2021. Jedná se o její absolventský film na FAMU. Film měl premiéru na filmovém festivalu v Locarnu.
Autorka ve filmu odpovídá svému otci na dopisy z vězení.
Film získal dva České lvy v kategoriích nejlepší krátký film a nejlepší studentský film a Cenu české filmové kritiky. V kategorii krátký film byl nominován i na Evropskou filmovou cenu.